# One Life 2 Live
One Life 2 Live — четвёртый студийный альбом рэпера C-Bo, выпущенный 4 февраля 1997 года на лейбле AWOL Records. Альбом дебютировал на 12-й строчке чарта Top R&B/Hip-Hop Albums, и 65-й строчке Billboard 200.

## Об альбоме
В записи One Life 2 Live приняли участие: B-Legit, Mac Mall. Альбом содержит сингл «Club Hoppin’», к которому было снято музыкальное видео. Песня «Survival 1st» впервые появилась на сборнике, записанном участниками лейбла No Limit Records «West Coast Bad Boyz II», который был выпущен за месяц до выхода One Life 2 Live.
Allmusic — «One Life 2 Live это альбом, стиль которого сходится с такими альбомами, как The Chronic, Doggystyle и All Eyez on Me. А именно, это случай, когда главный, ведущий рэпер, это C-Bo, позволяет получать большее внимание поддерживающим его рэперам, и в это время не приделяя внимание себе».

## Список композиций
1. «Menace» (при участииMac Mall) — 0:59
2. «3 Gangstas» (при участии Lunasicc & Maniac) — 4:03
3. «Ridin On My Bumper» (при участии Lunasicc, Maniac & Da Misses) — 4:20
4. «I Can’t See tha Light» (при участии Marvaless) — 3:59
5. «I’m a Fool» — 4:16
6. «Livin Like a Hustler, Part 2» (при участии B-Legit & Lunasicc) — 4:18
7. «One Life 2 Live» (при участии Lunasicc & Maniac) — 4:13
8. «Club Hoppin’» (при участии Mississippi) — 3:22
9. «I’m Gonna Get Mine» (при участии Lunasicc & Marvaless) — 3:59
10. «Break ’Um Off» (при участии Big Lurch) — 5:30
11. «Kill Em Up» (при участии Mississippi) — 5:10
12. «Survival 1st» (при участии Lunasicc & Marvaless) — 4:55

## Позиции в чартах
| Чарт (1997)                           | Высшая позиция |
| ------------------------------------- | -------------- |
| U.S. Billboard 200                    | 65             |
| U.S. Billboard Top R&B/Hip-Hop Albums | 12             |